# Clara Maïda
 (décembre 2017).
Si vous disposez d'ouvrages ou d'articles de référence ou si vous connaissez des sites web de qualité traitant du thème abordé ici, merci de compléter l'article en donnant les références utiles à sa vérifiabilité et en les liant à la section « Notes et références ».
 (décembre 2017).
- Si vous ne connaissez pas le sujet, laissez ce bandeau (vous pouvez alors contacter les auteurs).
- Si vous supprimez le contenu mis en cause (vous pouvez préalablement contacter les auteurs),

argumentez précisément cette suppression dans la page de discussion
(un manque de référence n'est pas un argument ; une recherche réelle de référence doit avoir été effectuée, être formellement documentée).
Clara Maïda (née le 2 janvier 1963) est une compositrice française.

## Biographie
Elle suit des études musicales à l'université de Huddersfield (doctorat de composition, Ph.D.), et à l'université Paris-VIII (master 2 de musicologie), aux conservatoires à rayonnement régional de Nice et de Marseille et au Cefedem-Sud d’Aubagne (1er prix de composition à l’unanimité, 1er prix de piano dans la classe d’Anne Queffélec et Diplôme d’État de professeur de piano). Elle suit également des études de psychologie aux universités Nice-Sophia Antipolis et Aix-Marseille 1 (licence et UV de maîtrise).
Master classes de composition du Centre Acanthes (George Benjamin, Magnus Lindberg et Tristan Murail, 1992, Harrison Birtwistle, Klaus Huber et Gérard Grisey, 1995, Philippe Manoury, 1992 et 1996, et Helmut Lachenmann, 1999), et cours avec Marco Stroppa au CNSM de Paris (1999-2001).
Stages d’informatique musicale à l’IRCAM (1992 et 1999) et cours de musique électronique aux CRR de Marseille. Cours de musique classique d’Inde du Nord (duo SAAJ, Marseille, 1993-94, et Nishikant Barodekar, Inde, 1994).
Commandes du Ministère de la Culture (avec l'ensemble 2E2M, 2015, le Quatuor Arditti, 2013, les ensembles Proxima Centauri, 2012 et 2008, L'Itinéraire, 2010, Iniji, 2003, et Accroche Note, 2002), de France Musique, du festival Donaueschinger Musiktage, d'Art Zoyd, du GRM de Paris, du Festival International de Guitare de Paris, de la SACEM/festival Klang! de Hambourg, du Berliner Künstlerprogramm du DAAD (2008), de l'Akademie der Künste de Berlin, du GMEM de Marseille, et de l’orchestre national de Lyon, 2006-07.
Résidences : Césaré (2020, 2015), Art Zoyd (2018, 2014), GRM (2012), GMEM (2009, 2005, 2000, 1998 et 1997), et Akademie der Künste de Berlin (2006, candidature proposée par Helmut Lachenmann).
Résidences au Studio Électronique de l'université technique de Berlin (Technische Universität Berlin) en 2018, 2017, 2012, 2010, 2009 et 2007, au Studio für Elektroakustische Musik de l'Akademie der Künste (2006) et à l’École Supérieure d'Arts de Rueil-Malmaison (2005).
Elle a été l'invitée du Berliner Künstlerprogramm du DAAD de Berlin (2007-08).
Pièces jouées par de nombreux ensembles et solistes (Quatuor Arditti, Neue Vocalsolisten, KNM Berlin, Les Percussions de Strasbourg, Resonanz, L'Itinéraire, Accroche Note, Ensemble 2e2m, Ensemble Orchestral Contemporain, Nouvel Ensemble Moderne, Alternance, Proxima Centauri, OENM, Moscow Contemporary Music Ensemble, UI New Music, Argonaut, CrossingLines, Orchestre National de Lyon, Pellegrini Quartett, Télémaque, Heather O'Donnell, Nathalie Négro, Thierry Miroglio, Martine Joste, Armand Angster, Seth Josel, Michael Weilacher, Stephen Gosling, Jan Michiels, et Jay Sorce) dans divers festivals en France, Allemagne, Belgique, Suisse, Italie, Espagne, au Portugal, Danemark et Royaume-Uni, aux Pays-Bas, en Russie, Australie, Chine, à Hong Kong, au Brésil, Mexique, en Uruguay et aux États-Unis.
Sa musique a été diffusée aux émissions de radio suivantes :
- 2018 : France Musique (Le Portrait Contemporain) - La compositrice Clara Maïda : pour une nanomusique - Parution de "Art Zoyd–Experiences de Vol" [4]
- 2017 : France Musique (Le Concert du soir) et SWR 2 (Jetzt Musik).
- 2016 : France Musique (Alla breve) - Portrait Clara Maïda et création radiophonique de Web-wave et Radio 3 (Resonancias).
- 2015 : CKCU FM (Ontario, Canada) Radio Horizon (Afrique du Sud)..
- 2014 : PBS (The Sound Barrier, Melbourne), ABC Radio (Melbourne) et Radio Horizon (Afrique du Sud).
- 2013 : Deutschlandfunk (Allemagne).
- 2012 : France Musique (Multiphonies), Radio Suisse Romande (Genève, Suisse).
- 2011 : SWR (Allemagne) et Non Radio (Mexique).
- 2010 : Deutschlandfunk Radio (Porträt Clara Maïda, entretien avec la journaliste musicale Isabel Herzfeld, Berlin), Deutschlandradio Kultur (concert-portrait Shel(l)ter, festival Ultraschall), Nordwestradio-Radio et Bayerischer Rundfunk (Allemagne), Radio France (Electromania), et BBC (Royaume-Uni).
- CKCU FM (Ontario, Canada) et Radio Grenouille (Playlist Clara Maïda, Marseille).
- Schweizer Radio und Fernsehen DRS 2 (Musik unserer Zeit: Clara Maïda. Entretien avec la musicologue Bettina Brand, Bâle, Suisse).
- 2007 : Deutschlandradio Kultur (Berlin für ein Jahr, entretien avec la musicologue Christine Anderson, Berlin).

Conférences - Séminaires - Master-classes - Cours - Portraits :
- 2019 : IRCAM, Conférence Internationale Spectralismes (Paris), CNSMDP (Paris).
- 2016 : Trinity College (Dublin), Deleuze Studies Conference (Roma Tre), Hochschule für Musik Hanns Eisler (Berlin).
- 2015 : Professeur de composition invitée à l'Escola Superior de Música de Catalunya (Barcelone).
- 2015 : Orpheus Instituut (Gand), festival Mixtur (Barcelone), Brunel University (Londres), IRCAM (organisé par les Revues Superflux et Entretemps, Paris), Brunel University (Londres).
- 2014 : Université de Huddersfield (Royaume Uni), Monash University (Melbourne), Bendigo festival (Australie), Art Zoyd (Valenciennes).
- 2013 : Université Paris-VIII.
- 2012: Spectrum (New York).
- 2010 : Universität der Künste, Studio électronique de la Technische Universität (Berlin), CRR de Boulogne-Billancourt (Paris), Galerie Alpha Nova (Berlin).
- 2009 : Galerie d'art sonore Mario Mazzoli (Berlin).
- 2008 : Festival Klang! (Hambourg, modération: Margarete Zander), Berliner Künstlerprogramm du DAAD/festival Inventionen (Portrait Clara Maïda, modération: Christine Fischer), Université Rennes 2, Cefedem d'Aquitaine[5].
- Janvier et mai 2006 : Akademie der Künste (Berlin).
- Novembre et décembre 2005 : École supérieure d'arts de Rueil-Malmaison.
- 1999 : Centre culturel international de Cerisy-la-Salle.

## Analyse

### Œuvre
- (a)utom@ton, installation audiovisuelle et robotique : musique électroacoustique 4 canaux, vidéo d'animation abstraite, dispositif pendulaire robotisé et interactif (2024) ;
- Lostery 3 (Ipso primero), installation audiovisuelle : musique électroacoustique 6 canaux, triptyque de peintures sur toiles, objets concrets relatif au poker (mallette de poker avec jetons, dés, et cartes) et objets fabriqués peints (34 disques de polystyrène de divers diamètres, 20 petits cubes en bois, petits jetons en plastique et mini-dés), vidéo d'animation abstraite (2022) ;
- Lostery 2 (Ipso Lotto et Later gambler) pour clarinette contrebasse solo, dispositif électroacoustique 6 canaux et installation visuelle, avec triptyque de peintures sur toiles, objets concrets relatifs au loto (5 machines à bingo sur stands et leurs 75 mini-boules de loto, dés à jouer) et objets fabriqués peints (une trentaine de sphères de polystyrène de divers diamètres) (2017. 2e version de l'installation visuelle : 2022) ;
- Fiori fuori, pour soprano solo (2021) ;
- Later gambler pour clarinette contrebasse solo et dispositif électroacoustique 6 canaux (2017) ;
- Web studies - cycle (Web-wake, Web-wave, Web-wane) - pour violon, alto, harpe, piano préparé, live électronique et vidéo interactive (2017) ;
- Web-wave - 2e volet du cycle Web studies - pour violon, alto, harpe, piano préparé et électronique (2016) ;
- ..., das spinnt... - 2e volet du cycle www - pour quatuor à cordes amplifié (2013) ;
- Later jester pour clarinette contrebasse solo et dispositif électroacoustique 6 canaux (2012) ;
- Kinêm(a)bstract - 2e volet du cycle Kinêm(a) - pour flûte, saxophone, piano préparé et percussion amplifiés (2012) ;
- X/Y pour sept chanteurs amplifiés et objets percussifs additionnels (2011) ;
- Shel(l)ter - seither... ( ) ...Splitter et Shel(l)ter - hinter... ( ) ...Eiter - pièce en deux parties: 3e et 4e volets du cycle Shel(l)ter - pour onze instruments amplifiés (2010) ;
- Shel(l)ter - unter... ( ) ...Gitter - 2e volet du cycle Shel(l)ter - pour clarinette, basson, violoncelle, trois percussions et électronique (2010) ;
- Gitter für Gitarre pour guitare amplifiée solo (2009) ;
- Shel(l)ter - später... ( ) ...Winter - 1er volet du cycle Shel(l)ter - pour clarinette, basson, violoncelle, trois percussions et électronique (2009) ;
- Mutatis mutandis pour douze cordes amplifiées (2008) ;
- Doppelklänger pour piano préparé et amplifié solo (2008) ;
- Kinê-Diffr(a)ct - 1er volet du cycle Kinêm(a) - pour flûte, saxophone, guitare, piano préparé, percussion, violon et alto amplifiés (2008) ;
- Ipso facto - 2e volet du cycle Psyché-Cité/Transversales - pour électronique solo (2007) ;
- Bowling bowls pour hautbois, alto, trompette en ut, contrebasse et 50 enfants (bols et voix) (2007) :
- Al Aknawakht pour percussion solo (2007) ;
- Fluctuatio (in)animi - 1er volet du cycle Psyché-Cité/Transversales - pour flûte, violon, alto, violoncelle, contrebasse et électronique (2006) ;
- Via rupta - 3e volet du cycle Psyché-Cité/Transversales - pour flûte, clarinette, trombone, violon, alto, violoncelle, contrebasse et électronique (2005) ;
- ...who holds the strings... - 1er volet du cycle www et 2e volet du triptyque Order of release, border of relish - pour quatuor à cordes (2003) ;
- Le Livre des trous pour piano solo (2001) ;
- Repeats, defeats  - 3e volet du triptyque Order of release, border of relish - pour hautbois, clarinette, violon et violoncelle (2003) ;
- Holes and bones  - 1er volet du triptyque Order of release, border of relish - pour flûte, clarinette, violon et violoncelle (2002) ;
- Anania Iniji pour soprano, piano, percussion et électronique. Texte d’Henri Michaux (2000) ;
- Iniji pour comédienne, danseuse, soprano, piano, percussion et électronique. Texte d’Henri Michaux (2000) ;
- La Cage opéra collectif d’après un livret de Christophe Tarkos avec les compositeurs Eryck Abecassis et Thierry Aue (1999) ;
- Quattordici, poi… pour mezzo-soprano et un percussionniste. Texte de Sarah Keryna (1998) ;
- Instants-Passages pour soprano, clarinette, violoncelle et percussion. Texte d’Henri Michaux (1997) ;
- Il libro del sogno pour flûte, hautbois ou cor anglais, clarinette, piano préparé, violon, alto et violoncelle (1997) ;
- Io pour flûte, clarinette, violoncelle, piano et électronique (1997) ;
- Conversion d’un masque pour vibraphone et deux tam-tams chinois (1995) ;
- Origine pour mezzo-soprano, flûte, alto et violoncelle. Texte de Joëlle Coudriou (1994).

## Récompenses
- Lauréate d'Impuls neue Musik 2024 (cycle de soutien du fonds franco-germano-suisse-luwembourgeois pour la musique contemporaine) pour le projet (a)utom@ton (Berlin, 2024).
- Lauréate de la Bourse de la Bundesregierung für Kultur und Medien 2023 pour le projet Opus reticulum (Allemagne, 2023).
- Concours Franco Evangelisti - Finaliste pour la pièce Later jester (Italie, 2022).
- World Music Days 2020 - Sélection française pour la pièce ..., das spinnt... (Paris, 2020).
- Musica Nova - Finaliste pour la pièce Ipso Lotto (République Tchèque, 2017).
- Lauréate de la Bourse de composition du Berlin Senat pour le projet Lostery (2015).
- Lauréate du programme Hors les murs de l'Institut français pour le projet Web studies (Paris, 2012).
- Kompositionspreis der Landeshauptstadt Stuttgart 2011 pour la pièce en deux parties Shel(l)ter - seither... ( ) ...Splitter et Shel(l)ter - hinter... ( ) ...Eiter (Stuttgart, 2011).
- Berlin-Rheinsberger Kompositionspreis 2008 (Berlin, 2008).
- Earplay Donald Aird Prize - Honorable Mention pour la pièce Holes and bones (USA, 2008).
- Musica Nova - Finaliste pour la pièce Ipso facto (République Tchèque, 2008).
- Prix Ars Electronica - Honorary Mention pour la pièce Fluctuatio (in)animi (Autriche, 2007).
- Invitée du Berliner Künstlerprogramm du DAAD de Berlin (2007).
- Bourse de composition de l'Académie des arts de Berlin (2006).
- 2e Prix Salvatore Martirano Memorial pour la pièce Holes and bones (USA, 2003).
- Bourse du SIRAR pour la musique du court-métrage d’Anne-Sophie Salles Madame Péloponnèse (2000).

## Résidences/Commandes
Résidences
- GRAME (Lyon), 2024.
- Art Zoyd Studios (Valenciennes), 2024.
- SCRIME (Bordeaux), 2024.
- Art Zoyd Studios (Valenciennes), 2021.
- Césaré (Reims), 2021.
- Art Zoyd Studios (Valenciennes), 2020.
- Césaré (Reims), 2020.
- Studio électronique de l'université technique de Berlin, 2018 et 2017.
- Art Zoyd Studios (Valenciennes), 2018.
- Césaré (Reims), 2015.
- Art Zoyd Studios (Valenciennes), 2014.
- INA-GRM (Paris) et Studio électronique de l'université technique de Berlin, 2012.
- Studio électronique de l'université technique de Berlin, 2010, 2009 et 2007.
- GMEM (Marseille), 2009, 2005, 2000, 1999 et 1997.
- DAAD de Berlin, 2007.
- École supérieure d'arts de Rueil-Malmaison, 2005.

Commandes
- Art Zoyd Studios, 2024.
- Berliner Künstlerprogramm du DAAD, 2021.
- Ministère de la Culture/SCRIME, 2020.
- Ministère de la Culture/Césaré, 2018.
- Art Zoyd Studios, 2018.
- Ministère de la Culture/Ensemble 2E2M, 2016.
- France Musique (Alla breve), 2016.
- Ministère de la Culture/Quatuor Arditti, 2013.
- INA-GRM, 2012.
- Ministère de la Culture/Ensemble Proxima Centauri, 2012.
- Festival Donaueschinger Musiktage, 2011.
- Ministère de la Culture/Ensemble L'Itinéraire, 2010.
- Festival international de guitare de Paris, 2009.
- Ministère de la Culture/GMEM, 2009.
- SACEM/Festival Klang! (Netzwerk Neue Musik, Hambourg), 2008.
- Berliner Künstler programm du DAAD de Berlin, 2008.
- Ministère de la Culture/Ensemble Proxima Centauri, 2008.
- Ministère de la Culture/GMEM, 2005.
- Ministère de la Culture/Ensemble Iniji, 2003.
- Ministère de la Culture/Ensemble Accroche Note, 2002.
- Ministère de la Culture/GMEM, 2000.
- Ensemble Insieme, 1998.
- Ensemble Télémaque, 1997.
- Ministère de la Culture /GMEM, 1997.

Commandes/Résidences
- Art Zoyd Studios (Valenciennes), 2024.
- SCRIME (Bordeaux), 2020.
- Césaré (Reims), 2020.
- Art Zoyd Studios, 2018.
- Art Zoyd Studios, 2014.
- Orchestre national de Lyon (projet avec 4 musiciens et 50 enfants), 2006-07.
- Académie des arts de Berlin (candidature proposée par Helmut Lachenmann), 2006.
- GMEM de Marseille (Centre national de création musicale) en 2009, 2005, 2000, 1998 (au sein du collectif INSIEME) et 1997.

## Discographie
- Web-wave (ART ZOYD STUDIO, 2019) dans Expériences de vol 10, 11, 12, 13 (enregistrement RADIO FRANCE - Alla breve, 2016).
- in corpore vili : (EDITION RZ/Label METAMKINE, 2010). 1-Mutatis mutandis - 2-Fluctuatio (in)animi - 3-Ipso facto - 4-Via rupta (cycle Psyché-Cité/Transversales) - 5-...who holds the strings... - 6-Doppelklänger (enregistrements: DEUTSCHLANDRADIO KULTUR, festival KLANG!, Akademie des arts de Berlin, GMEM, Weimar Frühjahrstage, Université technique de Berlin).
- Anania Iniji (GMEM/Label METAMKINE, 2002).

## Publications
- Revue de psychanalyse Superflux n°8/9. Article Chocs et entrechocs, analyse et catalyse, Éditions de L’Unebévue (École lacanienne de psychanalyse), Paris, 2015.
- Revue internet L'Autre musique laboratoire (New Writing on Sound and Music # Clara Maïda). Présentation de l'œuvre musicale Fluctuatio (in)animi et du dessin Kinêm(a), Paris, 2014.
- Revue Neue Zeitschrift für Musik, Klangzeitort. Article Pour une nanomusique, Berlin, 2011. Version française sur Présent continu (webzine de Futurs composés), Paris.
- Revue Positionen, 85, Article Cap au dire, cap au ouïr, Berlin, 2010.
- Revue Filigranes n°6 « Musique et inconscient » (Musique-Esthétique-Sciences-Société). Article ...ça écrit ça écrit ça écrit ça..., Paris, 2007.
- Revue Les Cahiers bleus n°13 (Colloque sur Henri Michaux, Centre culturel international de Cerisy). Article Instants-Passages (d’après un texte d’Henri Michaux), Troyes, 2000.